# Yingaresca wolcotti
Yingaresca wolcotti är en skalbaggsart som först beskrevs av Bryant 1924.  Yingaresca wolcotti ingår i släktet Yingaresca och familjen bladbaggar. Inga underarter finns listade i Catalogue of Life.